# Mouvement de participation populaire
Ne doit pas être confondu avec Mouvement de participation populaire (Colombie).

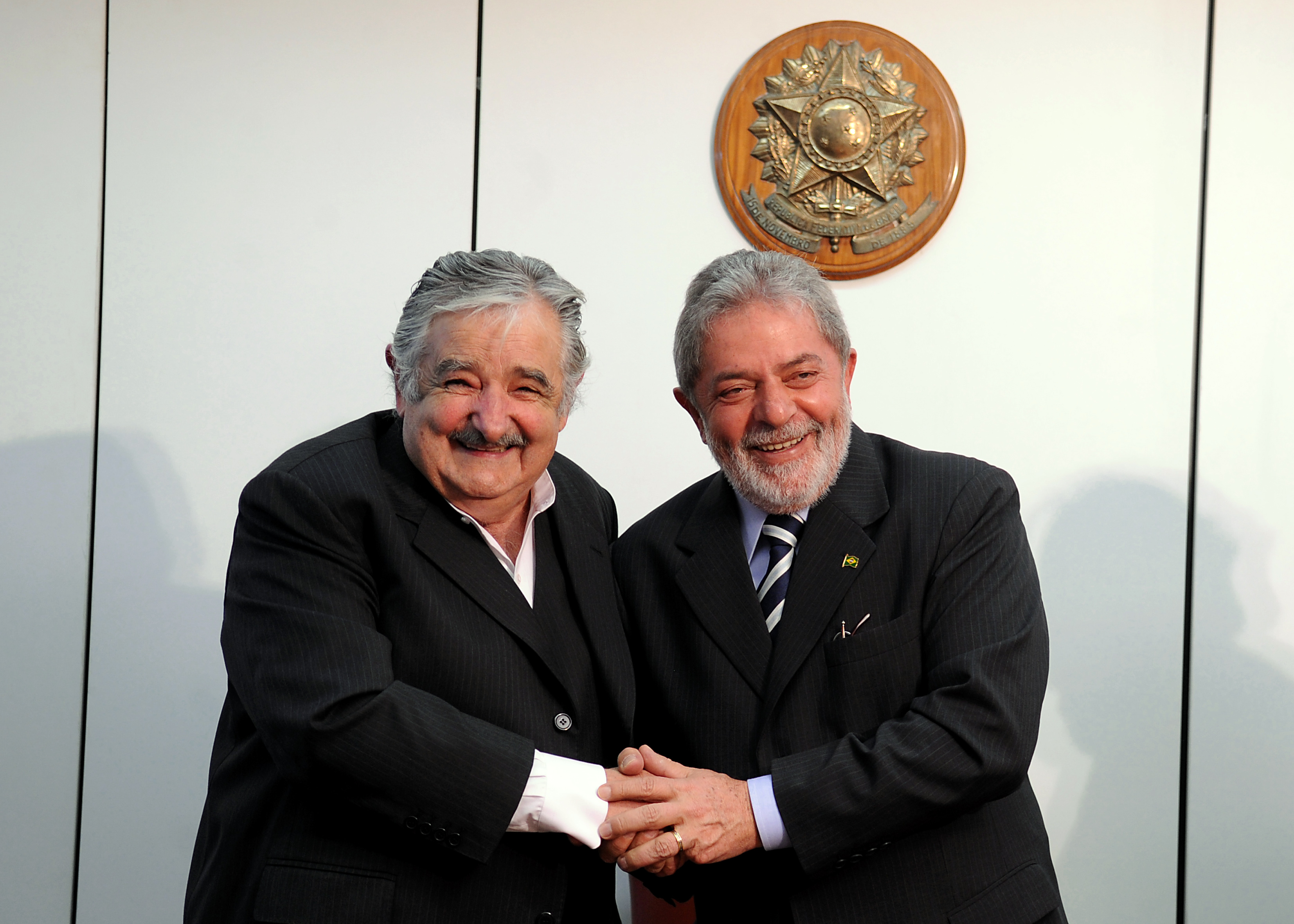
Le président brésilien Lula (à droite) reçoit « Pepe », alias José Mujica, ex-leader tupamaro devenu dirigeant du MPP puis candidat du Frente Amplio pour la présidentielle de 2009 (photo d'août 2009).

Le Mouvement de participation populaire (Movimiento de Participación Popular, MPP) est un mouvement politique uruguayen appartenant au Frente Amplio (« Front large »), la coalition de gauche devenue la première force politique du pays en 1999, son candidat, Tabaré Vázquez, étant élu président en 2004. Le MPP, qui se présente aux élections sur la liste 609, est l'un des très rares groupes politiques d'Amérique latine issus d'un mouvement guérillero, les Tupamaros. En juin 2009, le candidat du MPP, l'ex-dirigeant tupamaro José Mujica, a été élu aux internes du Frente Amplio pour représenter le mouvement à la présidentielle de 2009, qu'il a remportée face au candidat blanco Luis Alberto Lacalle en novembre. Avec 6 sénateurs et 25 députés, la liste 609 du MPP est celle ayant remporté le plus de voix à ces élections.

## Antécédents
La préhistoire du Mouvement de participation populaire est liée de très près aux Tupamaros (« Mouvement de libération national - Tupamaros », MLN-T), organisation de guérilla urbaine des années 1960-1970. Tandis que le Frente Amplio, créé en 1971, cherchait une voie légaliste pour atteindre le pouvoir, dans un pays dominé par deux forces politiques traditionnelles, le Parti colorado (« libéral ») et le Parti blanco (« national »), les Tupamaros s'étaient lancés dans l'action directe, qui a dérivé, progressivement, de plus en plus vers la lutte armée, marquée par l'exécution de l'agent du FBI Dan Mitrione en 1970. L'année suivante, les Tupamaros avaient bien créé un mouvement politique légal, le Mouvement du 26 mars, conséquence de l'« appui critique » du MLN-T au Front large pour les élections de 1971. Le Mouvement du 26 mars était représenté par l'écrivain-poète Mario Benedetti et Domingo Carlevaro Bottero. Après le coup d’État militaire de 1973, qui porta Juan María Bordaberry (colorado) au pouvoir, et l'emprisonnement subséquent des principaux dirigeants des Tupamaros, devenus otages de la dictature, tandis que les militants Tupamaros s'exilaient, le Mouvement du 26 mars fut dissous, et recréé en février 1981 à Paris par des exilés.

## Transition démocratique: de 1984 à 1989
Lors des premières élections démocratiques, en 1984, le Mouvement du 26 mars s'intégra à la coalition de l'Izquierda Democrática Independiente (es) (IDI). Au sein de la prison, des débats opposaient les dirigeants tupamaros sur ce qu'il conviendrait de faire une fois libérés. Raúl Sendic et Mauricio Rosencof prônaient une voie légaliste, contre Julio Marenales, Jorge Manera, Jorge Zabalza et Fernández Huidobro. 
Sendic mit alors en avant un programme, qu'il conserva jusqu'à sa mort en 1989: non-paiement de la dette externe, réforme agraire, nationalisation des banques, et demande aux pays riches de transférer gratuitement aux pays en développement leurs excédents agricoles, plutôt que de les détruire en raison de crises de surproduction. Début 1985, il fit lire par son frère Victoriano, sans en avoir discuté avec les autres prisonniers tupamaros, une déclaration à la radio, qui appuyait la pacification, la démocratie et l'insertion du MLN dans la légalité. Les dirigeants tupamaros finirent par l'appuyer a posteriori , et furent finalement amnistiés, sauf exceptions, le 8 mars 1985.
Ainsi, en 1989, les Tupamaros furent admis en tant que groupe dans le Front large, et créèrent, avec d'autres organisations d'extrême-gauche, le Mouvement de participation populaire (MPP). Les autres groupes étaient le Parti pour la victoire du peuple (PVP) d'Hugo Cores (« anarcho-marxiste »), le Mouvement révolutionnaire oriental (MRO) et le Parti socialiste des travailleurs (es) (PRT). Le Mouvement du 26 mars avait donc une existence autonome. Sept à huit mille personnes assistèrent au premier meeting du MLN (18 mai 1989). La direction provisoire du MPP, élue le 14 novembre 1989, comportait 14 membres, dont Fernández Huidobro (MNL-T), Andrés Cultelli (MNL-T), Eduardo Bonomi (MNL-T), Hugo Cores (du PVP) et un indépendant, l'avocat spécialiste en droit du travail, Helios Sarthou.
La liste du MPP fut identifiée en tant que liste 609, qui intégra, outre des candidats des différents mouvements et partis composant le MPP, des candidats indépendants; depuis, le MPP est aussi connu sous le nom Espace 609. Elle fut dirigée par Helios Sarthou. Le MLN annonça le 6 juillet qu'il ne présenterait pas de candidats, se contentant de soutenir les candidats du MPP. Ce dernier décida, quant à lui, de plafonner le salaire de ses élus, le reste allant au Mouvement (pratique toujours en vigueur) . Lors de l’élection présidentielle de novembre 1989, le MPP (liste 609) réussit à faire élire deux députés à Montevideo, Helios Sarthou et Hugo Cores, ainsi que deux conseillers municipaux.
Le Mouvement du 26 mars, quant à lui, se présenta de façon autonome (aussi bien vis-à-vis de l'IDI que du MPP), avec Fernando Vázquez comme candidat pour les sénatoriales et Ángeles Balparda pour les législatives.

## Premières désertions, réforme de la Constitution et élections de 1999
|                   | Nombre de votes | Pourcentage (sur la totalité des suffrages) |
| ----------------- | --------------- | ------------------------------------------- |
| Élections de 1994 | 45 500          | 2,5 %                                       |
| Élections de 2004 | 328 000         | 15 %                                        |

Le Mouvement révolutionnaire oriental (MRO) quitta en 1992 le MPP, et peu de temps après le Front large, affirmant que le MPP s'éloignait du programme formulé par Raúl Sendic, à savoir « le non-paiement de la dette externe, la réforme agraire, la nationalisation des banques et du commerce extérieur » . En 1994, ce fut le tour du PVP (Parti pour la victoire du peuple) de quitter le MPP, suivi en 1996 du PST (Parti socialiste des travailleurs) et, finalement, du Parti communiste révolutionnaire: le groupe originel du MPP, qui grandissait jusqu'à devenir, en 2005, un parti de gouvernement, n'était plus formé que d'ex-Tupamaros . 
Les élections de 1994 furent marquées par la candidature, pour la première fois dans l'histoire de l'Uruguay, d'ex-guérilleros. Le MPP obtint un siège de sénateur, avec Helios Sarthou, et deux sièges de députés, dont l'un occupé par l'ex-leader tupamaro José Mujica, alias « Pepe », élu à Montevideo. Son camarade, également ex-dirigeant tupamaro, Eleuterio Fernández Huidobro, fut aussi élu sénateur suppléant, poste qu'il ne conserva que quelques jours. Les deux dirigeants dirent au début être « ennuyés » par le manque de dynamisme du travail parlementaire. Mais progressivement, Mujica se transforma en véritable phénomène politique, sa franchise et son parler populaire lui acquérant la sympathie d'une grande partie de l'opinion, tandis que sa lucidité politique et sa capacité de synthèse lui valait le respect du Congrès.
Le Mouvement du 26 mars se rapprochait, quant à lui, du MPP, sans toutefois se fondre dedans. Parallèlement, la  Constitution de 1967 (es) fut réformée en 1997, introduisant notamment des élections primaires au sein des partis pour le choix des candidats, annulant le système du « double vote simultané », ou ley de lemas, en vigueur depuis 1910 et qui permettait aux partis de présenter plusieurs candidats simultanés (ce qui expliquait la complexité et l'hétérogénéité des deux partis principaux, colorado et blanco). 
En 1997, le MLN-T décida de créer le Courant de gauche (Corriente de izquierda, CI) avec le MPP et d'autres organisations radicales. Toutefois, à la suite d'un conflit entre le président de l'Assemblée départementale de Montevideo, l'ex-Tupamaro Jorge Zabalza, et la direction du MLN-T et du Front large, le MLN-T décida de se retirer du Courant de gauche en 1998. Cependant, le IVe Congrès du MPP de février 1999 autorisa la double appartenance au MPP et au Courant de gauche, ce dont profitèrent Helios Sarthou et Jorge Zabalza. 
Aux élections d'octobre 1999, le Mouvement du 26 mars passa un accord avec le MPP. Le maire socialiste de Montevideo, Tabaré Vázquez, gagna alors les primaires au sein du Frente Amplio, avec comme colistier Danilo Astori, du parti social-démocrate Assemblée Uruguay. Arrivé troisième en 1994, Tabaré Vázquez, arrivant en tête au premier tour, mis en ballotage Jorge Batlle (courant libéral du Parti colorado). Cependant, une grande partie des voix du Parti blanco se reportèrent sur Batlle au second tour, qui fut élu président. En ce qui concerne le Congrès, le candidat du M-26 mars, Raúl Fernando Sendic Rodríguez, fils de l'ex-dirigeant tupamaro Raúl Sendic, fut élu député. La liste 609, dirigée par « Pepe », gagna plusieurs sièges: Mujica fut élu sénateur; Fernández Huidobro fut élu simultanément, à Canelones, sur les listes législatives et sénatoriales (il choisit le poste de sénateur); l'ex-tupamaro Ernesto Agazzi fut élu député de Canelones; Nora Castro, enseignante et fondatrice du Mouvement du 26 mars en 1971, fut également élue députée.

## Le raz-de-marée de 2004 et les expériences de microcrédit
Les élections de 2004 marquèrent un véritable succès du MPP, qui se convertit en la première force politique du Frente Amplio, obtenant six sièges au Sénat et 21 à l'Assemblée. Le Frente Amplio lui-même réussit à placer Tabaré Vázquez à la présidence, élu dès le premier tour avec plus de 50 % des voix, véritable coup de tonnerre politique. José Mujica fut alors nommé Ministre du Bétail, de l'Agriculture et de la Pêche, avec Ernesto Agazzi comme vice-ministre, et Eduardo Bonomi, emprisonné de 1972 à 1985, ministre du Travail: le MPP devenait parti de gouvernement. L'ex-tupamaro Julio Baraibar, membre de la Direction nationale du MPP depuis 2006, devint Directeur national du travail au sein du ministère de Bonomi (ministre depuis juillet 2009), tandis que Nora Castro, réélue, devint présidente de la Chambre des députés. Des indépendants ont aussi été élus sur la liste 609 du MPP, dont l'économiste et sénateur Alberto Couriel.
Avec l'argent récolté du plafonnement des salaires des membres du MLN-T ou/et du MPP ayant des fonctions institutionnelles (la proposition de généraliser ce principe au niveau du Front large a été rejetée), le MPP a créé le Fonds Raúl Sendic, lancé le 22 décembre 2005 avec 500 000 dollars pour commencer. Celui-ci sert à financer des projets de micro-crédit et de crédit solidaire, notamment dans les campagnes, et a manipulé plus de 2 millions de dollars en quatre ans d'existence .
Certains groupes, contestant ce qu'ils perçoivent comme une « dérive droitière » du MPP, fondèrent en 2006 l'Assemblée populaire (es), qui se présente comme le principal rival, sur la gauche, du Frente Amplio. Le Mouvement du 26 mars quitta ce dernier en mars 2008 pour rejoindre l'Assemblée populaire, suivi du Parti communiste révolutionnaire (maoïste), du Parti humaniste. L'ex-dirigeant tupamaro Jorge Zabalza et Helios Sarthou rejoignent aussi l'Assemblée populaire.
En juillet 2006, après le VIIe Congrès du MPP, le sénateur Fernández Huidobro a créé un courant interne, le CAP (Courant d'action et de pensée), alors que l'un des fondateurs des Tupamaros, Julio Marenales, était élu quelques mois plus tard à la direction collective du MPP, intégrant 42 personnes. Ces élections internes, qui obéissent au scrutin majoritaire plurinominal, ont réuni environ 3 000 électeurs, qui ont voté, grosso modo, selon deux lignes distinctes, l'une, majoritaire, étant plus proche du courant historique de Marenales, l'autre de Fernández Huidobro, évoluant vers une ligne plus « pragmatique » . José Mujica obtint 90 % des votes lors de ces élections, suscitant un consensus certain.
Fernández Huidobro finit par demander d'être mis en congé du MLN, en octobre 2007, « pour une période indéterminée ». Renommé CAP-L (Courant d'action et de pensée - liberté), le groupe de Fernández Huidobro a quitté le MPP en avril 2008, tout en restant membre de l'Espace 609. 
Par ailleurs, le Parti pour la victoire du peuple intégra aussi, en 2009, l'Espace 609, entamant de nouveau sa collaboration avec les Tupamaros, mais dans un cadre distinct.

## Les élections de 2009
Le MPP obtint un nouveau succès important aux élections internes du 28 juin 2009 (es), restant la première force politique du Frente Amplio . « Pepe » fut ainsi élu pour représenter le front à la présidentielle, l'emportant contre le candidat plus centriste Danilo Astori, appuyé par le Parti socialiste, le Nouvel espace, l'Assemblée Uruguay (dirigée par Astori lui-même) et l'Alliance progressiste, tous réunis, à partir d'août 2009, au sein du Frente Líber Seregni, le principal rival du MPP au sein du Frente Amplio. Victorieux, Astori devenant son colistier pour la présidentielle, Mujica démissionna alors de la direction du MPP afin d'être « le candidat de tous les frenteamplistas » , et fut remplacé par sa compagne, Lucía Topolansky, qui pourrait être candidate pour la mairie de Montevideo. Mujica a été élu président le 29 novembre 2009, l'emportant au second tour contre le candidat blanco, Luis Alberto Lacalle.

### Résultats des sénatoriales et des législatives
Ce succès a été confirmé lors des élections générales, l'Espace 609, formé autour du MPP, réussissant à faire élire six sénateurs, sur le total des 16 sénateurs du Front large et des 30 du Sénat (soit 1/5 du Sénat), dont Lucía Topolansky (la femme de José Mujica), Eduardo Bonomi (ministre du Travail du gouvernement Vázquez), l'économiste indépendant Alberto Couriel, l'ingénieur agronome Ernesto Agazzi, l'ex-blanco Jorge Saravia et la politologue Constanza Moreira. En outre, il a obtenu 25 députés, soit la moitié des députés du Front large, sur un total de 99 députés: il représente donc à lui seul un quart de la Chambre des représentants.
Liste des députés élus de l'Espace 609, par département :
- Artigas : Patricia Ayala;
- Canelones (4 des 7 députés du Front large, sur 14) : Esteban Pérez, Sebastián Sabini, Víctor Semproni et Dionisio Vivián.
- Colonia : Mario Perrachón.
- Durazno : Martín Tierno.
- Flores : Roberto Pereira Aljas.
- Florida : Álvaro Vega.
- Lavalleja : Roberto Fracchia.
- Montevideo (10 des 23 députés du Front large, sur 40) : Ivone Passada, Héctor Tajam, Julio Battistoni, Ruben Martínez Huelmo, Oscar Groba, Susana Pereira, Felipe Carballo, Gonzalo Mujica, Luis Puig et Gonzalo de Toro.
- Paysandú : Gustavo Rombys.
- Río Negro : Miriam Cáceres.
- Rocha : Aníbal Pereira.
- San José : Walter de León.
- Tacuarembó : Edgardo Rodríguez.